# Matylda Ludwika Wittelsbach
Matylda Ludwika Wittelsbach (ur. 30 września 1843 w Monachium; zm. 18 czerwca 1925 tamże), księżniczka Bawarii, hrabina Trani.
Księżniczka Matylda Ludwika była czwartą córką Maksymiliana, księcia Bawarii, i księżniczki Ludwiki Bawarskiej. Jej dziadkami ze strony matki byli Maksymilian I Józef Wittelsbach i jego druga żona Karolina Fryderyka Badeńska. Matylda Ludwika miała ośmioro rodzeństwa m.in. była siostrą Heleny Karoliny, księżnej Thurn und Taxis, Elżbiety Amalii, cesarzowej Austrii, Marii Zofii, królowej Obojga Sycylii, i Zofii Charlotty, księżnej Alençon.
5 czerwca 1861 wyszła za mąż za Ludwika hrabiego Tranii. Mąż Matyldy był następcą tronu swojego przyrodniego brata Franciszka II Burbona, którego żoną była starsza siostra Matyldy Maria Zofia. Ludwik i jego żona mieli tylko jedną córkę Marię Teresę Burbon, księżniczkę Obojga Sycylii (15 stycznia 1867-1 maja 1909), żonę Wilhelma, księcia Hohenzollern-Sigmaringen.
Gdy po 15 latach małżeństwa Ludwik zmarł w 1886, Matylda nie wyszła ponownie za mąż, pozostając wdową przez 39 lat. 
Została pochowana na Cmentarzu Leśnym w Monachium.